# Estació d'Albuixec
L'Estació d'Albuixec, és una estació de ferrocarril situada a l'est del municipi d'Albuixec. Situada entre l'estació de Massalfassar i l'estació de Roca-Cúiper, s'hi aturen tots els combois de la línia C-6 de la xarxa de Rodalies Renfe de València direcció Sagunt i direcció València-Nord excepte els Civis.
L'estació es troba a la línia del Corredor Mediterrani, per la qual cosa passen molts trens de llarg recorregut sense parar.
L'estació ha estat reformada disposant d'un ampli aparcament, sala d'espera, una petita cafeteria i venda de bitllets.
| Rodalies València de Renfe |             |       |              |                        |
| Procedència/Destinació     | <           | Línia | >            | Procedència/Destinació |
| València-Nord              | Roca-Cúiper | C-6   | Massalfassar | Castelló de la Plana   |